# Michaela Omová
Michaela Omová (* 1981) je bývalá česká reprezentantka v rádiovém orientačním běhu a orientačním běhu, běhající za klub TJ Turnov. Jejím bratrem je Jakub Oma, taktéž reprezentant v rádiovém orientačním běhu. 
Celkově za svou kariéru získala 7 titulů mistryně Evropy a 10 titulů mistryně světa, což z ní činí historicky nejúspěšnější českou závodnici v rádiovém orientačním běhu.

## Sportovní kariéra
K běhání se dostala přes svého bratra Jakuba, jehož k rádiovému orientačnímu běhu přivedla jeho učitelka fyziky. Přes ten se poté propracovala k atletice a klasickému orientačnímu běhu.
Zpočátku se vrcholově věnovala ROB, který kombinovala s pěším OB. K tomu později napsala: "každý sport je něčím výjimečný, každý má něco do sebe a každého baví ten jeho. A některé z nás baví oba právě proto, že jsou každý o něčem jiném."
V obou sportech se jí dařilo získávat cenná mezinárodní umístění. V roce 1999 se v klasickém OB stala Mistryní Evropy dorostenek, o rok později vyběhla na MS ROB 2000 v Číně zlatou a stříbrnou medaili. Její nejúspěšnější soutěží bylo MS ROB 2012 v Srbsku, kde třikrát zvítězila a jednou skončila druhá. Oba sporty se jí dařilo skloubit do roku 2013, kdy se začala soustředit více na klasický OB a na několik let vrcholové akce ROB opustila. 
Mezi lety 2013 až 2016 se ji podařilo nominovat na několik evropských a světových mistrovství v klasickém OB (MS 2013 Finsko, ME 2014 Portugalsko, MS 2014 Itálie, ME 2016 Česko). Na MS ve Finsku obsadila 35. místo, na MS v Portugalsku 23. místo v longu. Nejlépe se ji dařilo na ME 2016 v Jeseníku, kde obsadila ve štafetě 11. místo.
Poté, co se jí v roce 2016 nepodařilo probojovat na MS ve Švédsku, se vrátila zpět k rádiovému orientačnímu běhu na MS ROB 2016 v Bulharsku, kde získala dvě zlaté medaile a jednu stříbrnou.
Její poslední velkou vrcholovou akcí bylo ME ROB 2017 v Litvě, odkud si odvezla dva tituly a dvě stříbrné medaile. Ačkoliv již ukončila vrcholovou kariéru, nadále se věnuje klasickému OB na národní úrovni.
Její předností byla fyzická kondice, což dokládají i její atletické výsledky. V přípravném období v průměru běhala 80 km a v závodním 55 km za týden. Několik let ji trénoval její bývalý manžel Andryi Gomzyk, který je od roku 2010 do současnosti (2024) šéftrenérem české reprezentace ROB.
Několikrát se stala nejlepším sportovcem roku Města Turnova a nejlepším sportovcem Asociace rádiového orientačního běhu.

### Výsledky OB

#### Umístění na MS
| Přehled úspěchů na Mistrovství světa v orientačním běhu | Přehled úspěchů na Mistrovství světa v orientačním běhu | Přehled úspěchů na Mistrovství světa v orientačním běhu | Přehled úspěchů na Mistrovství světa v orientačním běhu | Přehled úspěchů na Mistrovství světa v orientačním běhu | Přehled úspěchů na Mistrovství světa v orientačním běhu |
| Rok                                                     | Sprint                                                  | Middle                                                  | Long                                                    | Mix štafety                                             | Štafety                                                 |
| ------------------------------------------------------- | ------------------------------------------------------- | ------------------------------------------------------- | ------------------------------------------------------- | ------------------------------------------------------- | ------------------------------------------------------- |
| Vuokatti 2013                                           |                                                         |                                                         | 35. místo                                               |                                                         |                                                         |
| Trentino 2014                                           |                                                         |                                                         | 20. místo                                               |                                                         |                                                         |

##### Umístění na ME
| Přehled úspěchů na Mistrovství Evropy v orientačním běhu | Přehled úspěchů na Mistrovství Evropy v orientačním běhu | Přehled úspěchů na Mistrovství Evropy v orientačním běhu | Přehled úspěchů na Mistrovství Evropy v orientačním běhu | Přehled úspěchů na Mistrovství Evropy v orientačním běhu | Přehled úspěchů na Mistrovství Evropy v orientačním běhu |
| Rok                                                      | Sprint                                                   | Middle                                                   | Long                                                     | Mix štafety                                              | Štafety                                                  |
| -------------------------------------------------------- | -------------------------------------------------------- | -------------------------------------------------------- | -------------------------------------------------------- | -------------------------------------------------------- | -------------------------------------------------------- |
| Falun 2012                                               |                                                          | 42. místo                                                | 38. místo                                                |                                                          |                                                          |
| Palmela 2014                                             |                                                          |                                                          | 23. místo                                                |                                                          |                                                          |
| Jeseník 2016                                             |                                                          |                                                          |                                                          |                                                          | 11. místo                                                |

### Výsledky ROB

#### Umístění na MS
| Individuální umístění na Mistrovství světa v rádiovém orientačním běhu | Individuální umístění na Mistrovství světa v rádiovém orientačním běhu | Individuální umístění na Mistrovství světa v rádiovém orientačním běhu | Individuální umístění na Mistrovství světa v rádiovém orientačním běhu | Individuální umístění na Mistrovství světa v rádiovém orientačním běhu |
| Rok                                                                    | 3,5 MHz                                                                | 144 MHz                                                                | Sprint                                                                 | Foxoring                                                               |
| ---------------------------------------------------------------------- | ---------------------------------------------------------------------- | ---------------------------------------------------------------------- | ---------------------------------------------------------------------- | ---------------------------------------------------------------------- |
| MS 1997                                                                | 1. místo                                                               | 7. místo                                                               | -                                                                      | -                                                                      |
| MS 1998                                                                | 3. místo                                                               | 8. místo                                                               | -                                                                      | -                                                                      |
| MS 2000                                                                | 2. místo                                                               | 1. místo                                                               | -                                                                      | -                                                                      |
| MS 2002                                                                | 10. místo                                                              | 22. místo                                                              | -                                                                      | -                                                                      |
| MS 2004                                                                | 10. místo                                                              | 1. místo                                                               | -                                                                      | -                                                                      |
| MS 2006                                                                | 1. místo                                                               | 3. místo                                                               | -                                                                      | -                                                                      |
| MS 2008                                                                | 1. místo                                                               | 5. místo                                                               | -                                                                      | -                                                                      |
| MS 2010                                                                | 3. místo                                                               | 3. místo                                                               |                                                                        |                                                                        |
| MS 2012                                                                | 1. místo                                                               | 2. místo                                                               | 1. místo                                                               | 1. místo                                                               |
| MS 2014                                                                | bez účasti                                                             | bez účasti                                                             | bez účasti                                                             | bez účasti                                                             |
| MS 2016                                                                | 2. místo                                                               | -                                                                      | 1. místo                                                               | 1. místo                                                               |

#### Umístění na ME
| Individuální seniorská umístění na Mistrovství Evropy v rádiovém orientačním běhu | Individuální seniorská umístění na Mistrovství Evropy v rádiovém orientačním běhu | Individuální seniorská umístění na Mistrovství Evropy v rádiovém orientačním běhu | Individuální seniorská umístění na Mistrovství Evropy v rádiovém orientačním běhu | Individuální seniorská umístění na Mistrovství Evropy v rádiovém orientačním běhu |
| Rok                                                                               | 3,5 MHz                                                                           | 144 MHz                                                                           | Sprint                                                                            | Foxoring                                                                          |
| --------------------------------------------------------------------------------- | --------------------------------------------------------------------------------- | --------------------------------------------------------------------------------- | --------------------------------------------------------------------------------- | --------------------------------------------------------------------------------- |
| ME 1995                                                                           | 9. místo                                                                          | 12. místo                                                                         | -                                                                                 | -                                                                                 |
| ME 1996                                                                           | 6. místo                                                                          | 26. místo                                                                         | -                                                                                 | -                                                                                 |
| ME 1999                                                                           | 9. místo                                                                          | 14. místo                                                                         |                                                                                   |                                                                                   |
| ME 2001                                                                           | 1. místo                                                                          | 3. místo                                                                          | -                                                                                 | -                                                                                 |
| ME 2003                                                                           | 3. místo                                                                          | 4. místo                                                                          | -                                                                                 | -                                                                                 |
| ME 2005                                                                           | 1. místo                                                                          | 8. místo                                                                          | -                                                                                 | -                                                                                 |
| ME 2007                                                                           | 4. místo                                                                          | 3. místo                                                                          | -                                                                                 | -                                                                                 |
| ME 2009                                                                           | 6. místo                                                                          | 3. místo                                                                          | -                                                                                 | -                                                                                 |
| ME 2011                                                                           | 1. místo                                                                          | 1. místo                                                                          | 1. místo                                                                          | -                                                                                 |
| ME 2013                                                                           | bez účasti                                                                        | bez účasti                                                                        | bez účasti                                                                        | bez účasti                                                                        |
| ME 2015                                                                           | bez účasti                                                                        | bez účasti                                                                        | bez účasti                                                                        | bez účasti                                                                        |
| ME 2017                                                                           | 1. místo                                                                          | 1. místo                                                                          | 2. místo                                                                          | 2. místo                                                                          |